# Godów (gemeente)
De gemeente Godów is een landgemeente in het Poolse woiwodschap Silezië, in powiat Wodzisławski.
De zetel van de gemeente is in Godów.
Op 30 juni 2004 telde de gemeente 12.395 inwoners.

## Oppervlakte gegevens
In 2002 bedroeg de totale oppervlakte van gemeente Godów 37,97 km², waarvan:
- agrarisch gebied: 69%
- bossen: 8%

De gemeente beslaat 13,23% van de totale oppervlakte van de powiat.

## Demografie
Stand op 30 juni 2004:
| Omschrijving                   | Totaal | Totaal | Vrouwen | Vrouwen | Mannen | Mannen |
| ------------------------------ | ------ | ------ | ------- | ------- | ------ | ------ |
| eenheid                        | aantal | %      | aantal  | %       | aantal | %      |
| inwoners                       | 12.395 | 100    | 6345    | 51,2    | 6050   | 48,8   |
| bevolkingsdichtheid (inw./km²) | 326,4  | 326,4  | 167,1   | 167,1   | 159,3  | 159,3  |

In 2002 bedroeg het gemiddelde inkomen per inwoner 1.111,12 zł.

## Plaatsen
- Godów
- Gołkowice
- Krostoszowice
- Łaziska
- Skrzyszów
- Skrbeńsko
- Podbucze

## Aangrenzende gemeenten
Gorzyce, Jastrzębie-Zdrój, Mszana, Wodzisław Śląski. De gemeente grenst aan Tsjechië.